# الجريدات
قرية الجريدات هي إحدى القرى التابعة لمركز طهطا بمحافظة سوهاج في جمهورية مصر العربية. حسب إحصاءات سنة 2006، بلغ إجمالي السكان في الجريدات 7388 نسمة، منهم 3995 رجل و3393 امرأة.